# الدين والقانون
يعتبر الدين والقانون دراسة متعددة التخصصات للعلاقات ما بين القانون، وعلى وجه الخصوص قانون الشعب والدين. صرحت مجلة فّوغ (Vogue) بأن خلال آواخر عام 1900، ظهر نهج جديد للدين والقانون والذي تدريجيًا تبنى مساهمات من أجل الدراسات الدينية. تشكلت ما فوق العشرات من المنظمات العلمية واللجان بحلول العام 1983، وكذلك علميًا وفصليًا، وحيث نُشِرَتْ مجلة القانون في تلك السنة. بدأت مجلة القانون الكنسي بالنشر في عام 1987.  تأسست مجلة روتجرز (Rutgers) للدين والقانون في عام 1999. وتأسست مجلة اوكسفورد للدين والقانون في أنجلترا في عام 2012.
إنطلقت العديد من الاقسام والمراكز حول العالم من العقود الأخيرة. على سبيل المثال، أطلقت مدرسة القانون جامعة بريغام يونغ (Brigham Young University) في عام 2000 «مركز الدراسات العالمية للدين والقانون». كانت تتميز بمهماتها العالمية وندواتها السنوية (بدأت في عام 1993) والتي أحضرت أكثر من ألف من العلماء، تضمنوا ناشطين لحقوق الانسان، قضاة من المحاكم العليا، ووزراء الحكومة ليتفقوا مع الشؤون الدينية لأكثر من 120 دولة. وكما تبين في عام 2012، فقد تضمنت المنظمات الرئيسية للدين والقانون في الولايات المتحدة حوالي 500 بروفيسور يدرس أو درس القانون، وحوالي 450 عالم سياسي، ومختصين في العديد من المجالات الدراسية الأخرى مثل التأريخ والدراسات الدينية. بين عامَي 1985 و 2010، شهدَ المجال الدراسي النشر  لحوالي 750 كتاب و 5000 مقالة علمية، بحسب أقوال بروفيسور جامعة إيموري (Emory) جون ويت جونيور (John Witte Jr.).

## مواضيع البحث
لايصب العلماء في المجال الدراسي كل تركيزهم على المشاكل القانونية الصارمة التي تتناول الحرية الدينية أو المؤسسة اللادينية ولكن تصبه ايضًا على الدراسات الدينية التي ذكرت خلال الخطاب القضائي أو الفهم القانوني أو الظاهرة القانونية. على سبيل المثال، مجلة اوكسفورد للدين والقانون تسعى لتغطي الأتي:
المجتمع، والمشاكل السياسية والقانونية التي تضم العلاقة بين الدين والقانون في المجتمع؛ وكذلك وجهات نظر القانون المقارن على العلاقات بين الدين ومؤسسات الدولة؛  والتطورات بخصوص  حقوق الانسان والدستورية التي تتناسب مع الحرية للدين والمعتقد؛ كانت الاستنتاجات للعلاقة بين الدين الأنظمة القانونية العلمانية؛ تجريبية وتعمل على مكانة الدين في المجتمع؛ وأماكن أخرى بارزة حيث تكون هناك تفاعلات للدين والقانون فيها(مثل: علم التوحيد، والنظرية السياسية والقانونية، والتأريخ والقانون، والفلسفة…).
ينظر الدعاة في الغالب إلى القانون الكنسي، والقانون العادي، وقانون الدولة بوجهات نظر تمتلئ بالمقارنة. أكتشف المختصين مواضيع في التأريخ الغربي تتعلق في المسيحية والعدالة والرحمة، والعدل والمساواة، والإنضباط والحب. تتضمن المواضيع الشائعة عن الزواج والعائلة من ناحية المصالح، وحقوق الإنسان. بعيدًا عن المسيحية، وجد العلماء رابطًا بين القرأن الكريم في الشرق الأوسط الإسلامي، والأسلاف الآسيوية، والمشاحنات الغامضة، وروما الوثنية ومع أي مملكة التي تكون فيها قد تشكلت أساسيات أو تناقضات للمعتقدات الدينية للقانون الحكومي.
في المسيحية، يُحلل نطاق الدراسات من نصوص للمسيحيين الأوائل العلاقات مع القانون اليهودي، تأثير القانون على إحتجاج حركة الإصلاح، والمشاكل اليويمة العصرية على سبيل المثال نقابات مثليِّ الجنس، ورسامة النساء للشماسة والكهنوت، وإعتراض الضمير للحرب. ظهرت الدراسات ذات الأهمية والتي تتعلق بالعلمنة. علميًا المشكلة في ارتداء الرموز الدينية بين العامة، على سبيل المثال إرتداء حجاب الرأس أصبح ممنوعًا في المدارس الفرنسية، وحيث قد لفت الانتباه من النواحي العلمية في ما قد ورد في حقوق الإنسان المساواة للنساء. علاوة على ذلك، تتم دراسة الخلافات الموضوعية المتعلقة بالرعاية الطبية. تحديدًا، الولايات المتحدة، وأمثلة على ذلك تتضمن الإعفات الدينية لتطعيم الأطفال والحقوق القانونية لأعضاء طائفة العلوم المسيحية الذين يرغبون في حرمان اطفالهم المرضى من الرعاية الطبيعة مستخدمين بدلًا عنها العلاج بالإيمان.